# 套叶兰属
套叶兰属（学名：Hippeophyllum），又名騎士蘭屬、垂葉蘭屬，是兰科下的一个属，为附生兰。该属共有5种，分布于马来半岛至伊里安。